# 1505 Koranna
1505 Koranna è un asteroide della fascia principale del diametro medio di circa 20,88 km. Scoperto nel 1939, presenta un'orbita caratterizzata da un semiasse maggiore pari a 2,6614275 UA e da un'eccentricità di 0,1308441, inclinata di 14,45729° rispetto all'eclittica.
Il suo nome è un omaggio ai Koranna, una tribù di Boscimani proveniente dal deserto del Kalahari.